# Gailshofen
Gailshofen ist ein Gemeindeteil der Gemeinde Ohrenbach im Landkreis Ansbach (Mittelfranken, Bayern). Gailshofen liegt in der Gemarkung Ohrenbach.

## Lage
Das Dorf liegt weniger als einen Kilometer nordwestlich des namengebenden Hauptorts der Gemeinde. Beim Ort entspringt der Brühlgraben, der über den Gailshofenerbach nordwärts zur Steinach entwässert. Gemeindeverbindungsstraßen führen nach Ohrenbach (0,7 km südöstlich) zur Kreisstraße AN 32 und zur Staatsstraße 2419 (0,6 km westlich).

## Geschichte
1555 wurde der Ort von Philipp von Thüngen für 1560 Goldgulden gekauft. 1800 gab es vier Einwohner, die alle der Reichsstadt Rothenburg untertan waren.
Mit dem Gemeindeedikt (frühes 19. Jahrhundert) wurde Gailshofen dem Steuerdistrikt und Ruralgemeinde Ohrenbach zugeordnet.

### Einwohnerentwicklung
| Jahr      | 001818 | 001840 | 001861 | 001871 | 001885 | 001900 | 001925 | 001950 | 001961 | 001970 | 001987 |
| Einwohner | 87     | 85     | 87     | 83     | 98     | 77     | 66     | 99     | 73     | 69     | 59     |
| Häuser    | 14     | 14     |        |        | 14     | 15     | 14     | 14     | 16     |        | 14     |
| Quelle    | [ 8 ]  | [ 9 ]  | [ 10 ] | [ 11 ] | [ 12 ] | [ 13 ] | [ 14 ] | [ 15 ] | [ 16 ] | [ 17 ] | [ 1 ]  |

## Religion
Der Ort ist seit der Reformation evangelisch-lutherisch geprägt und bis heute nach St. Johannes der Täufer (Ohrenbach) gepfarrt. Die Einwohner römisch-katholischer Konfession sind nach St. Johannis (Rothenburg ob der Tauber) gepfarrt.